# Anomala inconcinna
Anomala inconcinna är en skalbaggsart som beskrevs av Henry Walter Bates 1866. 
Anomala inconcinna ingår i släktet Anomala och familjen Rutelidae. Inga underarter finns listade i Catalogue of Life.